# Каспичан (нос)
Носът Каспичан (на английски: Kaspichan Point) е морски нос от югоизточната страна на входа в залива Крамолин на югозападния бряг на остров Гринуич. Разположен непосредствено западно от хълм Хебризелм, 1,4 km на запад-северозапад от нос Триъгълник, 2,0 km на юг-югозапад от рид Тиле и 2,0 km югоизточно от нос Йордан Йовков. Оформен в резултат на отдръпването на ледник Мургаш северозападно от носа в края на XX и началото на XXI век.
Наименуван е на град Каспичан в Североизточна България. Името е официално дадено на 15 декември 2006 г.
Българско топографско проучване: Тангра 2004/05.
Българско картографиране от 2009 г.

## Карти
- L.L. Ivanov et al, Antarctica: Livingston Island, South Shetland Islands (from English Strait to Morton Strait, with illustrations and ice-cover distribution), 1:100000 scale topographic map, Antarctic Place-names Commission of Bulgaria, Sofia, 2005
- Л. Иванов. Антарктика: Остров Ливингстън и острови Гринуич, Робърт, Сноу и Смит. Топографска карта в мащаб 1:120000. Троян: Фондация Манфред Вьорнер, 2009. ISBN 978-954-92032-4-0
- Л. Иванов. Карта на остров Ливингстън. В: Иванов, Л. и Н. Иванова. Антарктика: Природа, история, усвояване, географски имена и българско участие. София: Фондация Манфред Вьорнер, 2014. с. 18 – 19. ISBN 978-619-90008-1-6